# Alfonso Enrique Domínguez
Pour le footballeur chilien, voir Alfonso Domínguez.
Alfonso Enrique Domínguez Maidana, né le 24 septembre 1965 à Durazno en Uruguay, est un footballeur international uruguayen. Il évolue au poste de défenseur du milieu des années 1980 au début des années 2000.
Formé au CA Peñarol avec lequel il remporte deux championnats d'Uruguay et une Copa Libertadores, il joue ensuite à River Plate, au Club Nacional et au Huracán Buceo où il termine sa carrière.
Il compte 31 sélections en équipe nationale avec laquelle il gagne la Copa América en 1987 et est finaliste en 1989. Il dispute la Coupe du monde de 1990 organisée en Italie.

## Biographie
{{..}}
Avec le CA Peñarol, il remporte deux championnats d'Uruguay et une Copa Libertadores.
Avec l'équipe d'Uruguay, il joue 31 matchs (pour aucun but inscrit) entre 1987 et 1990. 
Il figure dans le groupe des sélectionnés lors de la Coupe du monde de 1990 organisée en Italie. Lors du mondial, il joue quatre matchs : contre l'Espagne, la Belgique, la Corée du Sud, et enfin contre le pays organisateur.
Il participe également aux Copa América de 1987 et de 1989. La sélection uruguayenne remporte la compétition en 1987.

## Palmarès
Alfonso Enrique Domínguez remporte avec le Peñarol la Copa Libertadores en 1987 et est finaliste de la Coupe intercontinentale la même année. En compétition nationale, il gagne à deux reprises le championnat d'Uruguay en 1985 et 1986 ainsi que trois fois la Copa Artigas en 1985, 1986 et 1988.
Sous les couleurs du Club Nacional, il remporte la Liguilla Pre-Libertadores de América en 1996.
En équipe nationale, il gagne la Copa América en 1987 et est finaliste de la compétition continentale en 1989. Il dispute, avec la sélection, la Coupe du monde de 1990.